# Сергі Орбеладзе
Сергі Орбеладзе (груз. სერგი ორბელაძე; нар. 1 травня 1982, Тбілісі, Грузинська РСР) — грузинський футболіст, захисник.

## Життєпис
Футбольну кар'єру розпочав у 1998 році в складі «Маргветі» (Зестафоні). 2000 року підсилив «Гурію» (Ланчхуті). З 2002 по 2004 рік виступав у столичному «Локомотиві». У 2002 році захищав також кольори фарм клубу тбіліських «залізничників», «Локомотиву-3».
Напередодні початку сезону 2004/05 років підсилив ФК «Тбілісі», але через правові причини на початку 2005 року перейшов з «Тбілісі» до столичного «Динамо». У футболці столичних динамівців був капітаном команди, ставав бронзовим призером чемпіонату Грузії сезону 2005/06 років. У футболці гранда грузинського футболу відзначився 1 голом у кваліфікації Ліги чемпіонів У сезоні 2006/07 років втратив своє місце в складі тбіліського «Динамо». Влітку 2006 року побував на перегляді в «Металісті», але тодішній тренер «металістів» Мирон Маркевич не побачив Сергі в складі харківського клубу. Наприкінці липня 2006 року підписав контракт з маріупольським «Іллічівцем», в команді виступав під 44-им номером. Дебютував за маріупольців 5 серпня 2006 року в переможному (2:0) виїзному поєдинку 3-го туру Вищої ліги проти алчевської «Сталі». Сергі вийшов на поле в стартовому складі та відіграв увесь матч. Проте в першій команді «Іллічівця» після цього зіграв лише в 2-ох поєдинках кубку України. У дублюючому складі маріупольців зіграв 7 матчів. На початку 2007 року залишив розташування «Іллічівця».
У 2007 році повернувся до Грузії, де підписав контракт з «Сіоні» (Болнісі). Сезон 2007/08 років відіграв у клубі «Олімпі» (Руставі). В лютому 2008 року за рекомендацією Аріка Цвейби та на запрошення виконувача обов'язків головного тренера «Закарпаття» Володимира Шарана прибув на перегляд до ужгородського клубу, відправився з командою на тренувальний збір, але контракту так і не підписав. Після цього відправився до Молдови, де підписав контракт з «Дачією». У 2009 році повернувся до «Сіоні». Сезон 2009/10 років провів в Азербайджані, де захищав кольори сумгаїтського «Стандарду». Після цього повернувся до Грузії, де знову виступав у «Сіоні». З 2011 по 2012 рік виступав у клубах «Металург» (Руставі) та «Спартак-Цхінвалі».
Сезон 2012/13 років провів у «Сіоні», а наступного захищав кольори «Металург» (Руставі) та «Діла» (Горі). З 2014 по 2017 рік виступав у «Мерані» (Мартвілі) та «Ліахві-Цхінвалі».

## Досягнення
- Національний дивізіон Молдови
  -  Чемпіон (1): 2010/11
  -  Срібний призер (2): 2008/09, 2011/12

- Кубок Молдови
  -  Фіналіст (2): 2008/09, 2009/10

- Суперкубок Молдови
  -  Володар (1): 2011/12

- Суперкубок Грузії
  -  Володар (1): 2005/06
  -  Фіналіст (1): 2007/08